# كورت باير
كورت باير (بالإنجليزية: Kurt Beyer)‏ هو مصارع محترف أمريكي، ولد في 23 سبتمبر 1960 في بوفالو في الولايات المتحدة.

## روابط خارجية
- كورت باير على موقع CageMatch worker (الإنجليزية)